# Quintanilla del Agua y Tordueles
Quintanilla del Agua y Tordueles és un municipi de la província de Burgos a la comunitat autònoma de Castella i Lleó. Forma part de la comarca de l'Arlanza.

## Demografia
| 1991 |  | 1996 |  | 2001 |  | 2004 |
| ---- |  | ---- |  | ---- |  | ---- |
| 663  |  | 620  |  | 608  |  | 582  |